# Prunus x rossica
La ciruela rusa, o ciruela cereza (lat. Prunus ×rossica Erem.) es un nuevo cultivo de fruta de hueso creado en Rusia en el siglo XX como resultado de la hibridación de la ciruela cereza (Prunus cerasifera) y la ciruela china también denominada japonesa (Prunus salicina). 
Las variedades de ciruela rusas están registradas por la Institución Estatal Federal "Comisión Estatal de la Federación Rusa para las Pruebas y la Protección de los Logros de Mejoramiento" bajo el nombre genérico "ciruela cereza".
Tolera las zonas de rusticidad según el departamento USDA, de nivel I a III (IV).

## Historia
En los siglos XIX y XX, la ciruela china también denominada japonesa (Prunus salicina), se hizo popular en Estados Unidos, Europa, Sudáfrica, Nueva Zelanda y Australia.
En la parte europea de Rusia, la ciruela china no está muy extendida debido a su escasa resistencia al invierno y a la falta de variedades que puedan competir en sabor con la ciruela nacional. A finales de los años 40 del siglo pasado, K.F. Kostina, que trabajaba en el Jardín Botánico Nikitsky en Yalta, comenzó a examinar los jardines abandonados que quedaron en la costa sur de Crimea después de la guerra. Allí aisló una gran cantidad de variedades de ciruela cereza de frutos grandes. Los frutos de estas variedades maduraron un mes antes que la ciruela nacional, al igual que el albaricoque en julio. Su único inconveniente era que los frutos no eran lo suficientemente grandes.
Al cruzar las mejores variedades de ciruela cereza con variedades de ciruela china de frutos grandes criadas por Luther Burbank en California, K. F. Kostina obtuvo las primeras variedades de ciruela cereza híbrida, combinando maduración temprana y adaptabilidad ecológica a las condiciones europeas de ciruela cereza con el gran tamaño y alta calidad de los frutos de las variedades sureñas de ciruela china.
La variedad "Obilnaya" se ha generalizado especialmente (la variedad es resistente al invierno en el Donbass, pero en el sur de la Región de la Tierra Negra ya se congela ligeramente). La situación cambió cuando, en la Estación Experimental de Mejoramiento VIR de Crimea, el académico Eremin, Gennady Viktorovich (G.V. Eremin) y un equipo de coautores tomaron 'Skoroplodnaya', seleccionada por Kh.K Enikeev, como variedad inicial de ciruela china para cruzar con Prunus cerasifera de frutos grandes.

## Características
La combinación de las mejores características de la ciruela china y la ciruela cereza en las nuevas variedades resultó ser un gran éxito. La ciruela cereza transfirió a los híbridos su buena adaptabilidad al clima de la Rusia europea, su resistencia al sobrecalentamiento y las enfermedades, un agradable sabor agridulce y una maduración temprana de los frutos, y 'Skoroplodnaya' le dio una alta resistencia al invierno y un largo período de latencia profunda, fructificación temprana, productividad y menor acidez de los frutos. 'Skoroplodnaya' es el padre de variedades tan populares de ciruela rusa como 'Kuban Comet', 'Naydena', 'Sarmatka', 'Chuk', 'Gek', 'Avalanche', 'Gift to Friends'.
Prunus ×rossica combina la alta productividad y robustez de la ciruela cereza con frutos grandes y buen sabor. La idea del nombre "ciruela rusa" fue propuesta por los estadounidenses después de conocer el híbrido de ciruela cereza.